# Nicolai Boilesen
Nicolai Boilesen (Ballerup, 16 febbraio 1992) è un calciatore danese, difensore del Copenaghen.

## Caratteristiche tecniche
È un difensore centrale o terzino sinistro.

## Carriera

### Club
Dopo essere cresciuto nelle giovanili di Lille Hema IF, Skovlunde IF e Brøndby IF, viene acquistato dall'Ajax dopo i vari interessamenti da parte di Manchester United, Fiorentina e Chelsea. Con i lancieri firma un contratto fino al 30 giugno 2013 e esordisce nella prima squadra di Frank de Boer con la maglia numero 32 il 3 aprile 2011 contro l'Heracles Almelo.
Il 15 maggio vince l'Eredivisie nello scontro diretto vinto per 3-1 contro il Twente.
Il 30 luglio seguente perde, giocando da titolare, la Supercoppa d'Olanda contro il Twente per 2-1. 
Il 14 settembre debutta in Champions League nello 0-0 casalingo contro l'Olympique Lione.
Dopo un lungo infortunio di cinque mesi, torna in campo il 16 febbraio 2012 in occasione di Ajax-Manchester United 0-2 subentrando a Dico Koppers al minuto 63.
Infortunatosi alla coscia, il 2 maggio seguente vince la sua seconda Eredivisie consecutiva con l'Ajax concludendo la stagione con sole 7 presenze totali.

Senza aver giocato neanche una partita per un grave problema a una coscia, il 5 maggio 2013 vince la sua terza Eredivisie consecutiva con l'Ajax.
Nel 2013-2014, a causa di un problema al tendine, gioca in tutto solo 28 partite contribuendo alla vittoria del quarto campionato consecutivo. La stagione seguente gioca 31 partite in tutto.

### Nazionale
Esordisce in nazionale maggiore il 10 agosto 2011, nell'amichevole persa 2-1 contro la Scozia. Due anni più tardi, nel novembre 2013, arriva il suo primo gol, nell'amichevole vinta per 2-1 contro la Norvegia.
Viene convocato per il Campionato europeo di calcio 2020, in cui esordisce il 26 giugno 2021, nella partita degli ottavi vinta 4-0 contro il Galles, rilevando Jens Stryger Larsen.

## Statistiche

### Cronologia presenze e reti in nazionale
| Cronologia completa delle presenze e delle reti in nazionale ― Danimarca | Cronologia completa delle presenze e delle reti in nazionale ― Danimarca | Cronologia completa delle presenze e delle reti in nazionale ― Danimarca | Cronologia completa delle presenze e delle reti in nazionale ― Danimarca | Cronologia completa delle presenze e delle reti in nazionale ― Danimarca | Cronologia completa delle presenze e delle reti in nazionale ― Danimarca | Cronologia completa delle presenze e delle reti in nazionale ― Danimarca | Cronologia completa delle presenze e delle reti in nazionale ― Danimarca |
| Data                                                                     | Città                                                                    | In casa                                                                  | Risultato                                                                | Ospiti                                                                   | Competizione                                                             | Reti                                                                     | Note                                                                     |
| ------------------------------------------------------------------------ | ------------------------------------------------------------------------ | ------------------------------------------------------------------------ | ------------------------------------------------------------------------ | ------------------------------------------------------------------------ | ------------------------------------------------------------------------ | ------------------------------------------------------------------------ | ------------------------------------------------------------------------ |
| 10-8-2011                                                                | Glasgow                                                                  | Scozia                                                                   | 2 – 1                                                                    | Danimarca                                                                | Amichevole                                                               | -                                                                        |                                                                          |
| 6-9-2011                                                                 | Copenaghen                                                               | Danimarca                                                                | 2 – 0                                                                    | Norvegia                                                                 | Qual. Euro 2012                                                          | -                                                                        |                                                                          |
| 14-8-2013                                                                | Danzica                                                                  | Polonia                                                                  | 3 – 2                                                                    | Danimarca                                                                | Amichevole                                                               | -                                                                        | 46’                                                                      |
| 6-9-2013                                                                 | Ta' Qali                                                                 | Malta                                                                    | 1 – 2                                                                    | Danimarca                                                                | Qual. Mondiali 2014                                                      | -                                                                        |                                                                          |
| 10-9-2013                                                                | Erevan                                                                   | Armenia                                                                  | 0 – 1                                                                    | Danimarca                                                                | Qual. Mondiali 2014                                                      | -                                                                        |                                                                          |
| 11-10-2013                                                               | Copenaghen                                                               | Danimarca                                                                | 2 – 2                                                                    | Italia                                                                   | Qual. Mondiali 2014                                                      | -                                                                        | 90’                                                                      |
| 15-11-2013                                                               | Herning                                                                  | Danimarca                                                                | 2 – 1                                                                    | Norvegia                                                                 | Amichevole                                                               | 1                                                                        | 41’                                                                      |
| 3-9-2014                                                                 | Odense                                                                   | Danimarca                                                                | 1 – 2                                                                    | Turchia                                                                  | Amichevole                                                               | -                                                                        | 46’                                                                      |
| 7-9-2014                                                                 | Copenaghen                                                               | Danimarca                                                                | 2 – 1                                                                    | Armenia                                                                  | Qual. Euro 2016                                                          | -                                                                        |                                                                          |
| 11-10-2014                                                               | Elbasan                                                                  | Albania                                                                  | 1 – 1                                                                    | Danimarca                                                                | Qual. Euro 2016                                                          | -                                                                        |                                                                          |
| 14-10-2014                                                               | Copenaghen                                                               | Danimarca                                                                | 0 – 1                                                                    | Portogallo                                                               | Qual. Euro 2016                                                          | -                                                                        | 58’                                                                      |
| 14-11-2014                                                               | Belgrado                                                                 | Serbia                                                                   | 1 – 3                                                                    | Danimarca                                                                | Qual. Euro 2016                                                          | -                                                                        |                                                                          |
| 18-11-2014                                                               | Bucarest                                                                 | Romania                                                                  | 2 – 0                                                                    | Danimarca                                                                | Qual. Euro 2016                                                          | -                                                                        | 79’                                                                      |
| 25-3-2015                                                                | Aarhus                                                                   | Danimarca                                                                | 3 – 2                                                                    | Stati Uniti                                                              | Amichevole                                                               | -                                                                        | 53’                                                                      |
| 29-3-2015                                                                | Saint-Étienne                                                            | Francia                                                                  | 2 – 0                                                                    | Danimarca                                                                | Amichevole                                                               | -                                                                        | 46’                                                                      |
| 22-3-2018                                                                | Brøndby                                                                  | Danimarca                                                                | 1 – 0                                                                    | Panama                                                                   | Amichevole                                                               | -                                                                        | 64’                                                                      |
| 27-3-2018                                                                | Aalborg                                                                  | Danimarca                                                                | 0 – 0                                                                    | Cile                                                                     | Amichevole                                                               | -                                                                        |                                                                          |
| 28-3-2021                                                                | Herning                                                                  | Danimarca                                                                | 8 – 0                                                                    | Moldavia                                                                 | Qual. Mondiali 2022                                                      | -                                                                        |                                                                          |
| 2-6-2021                                                                 | Innsbruck                                                                | Germania                                                                 | 1 – 1                                                                    | Danimarca                                                                | Amichevole                                                               | -                                                                        | 80’                                                                      |
| 6-6-2021                                                                 | Brøndbyvester                                                            | Danimarca                                                                | 2 – 0                                                                    | Bosnia ed Erzegovina                                                     | Amichevole                                                               | -                                                                        |                                                                          |
| 26-6-2021                                                                | Amsterdam                                                                | Galles                                                                   | 0 – 4                                                                    | Danimarca                                                                | Euro 2020 - Ottavi di finale                                             | -                                                                        | 77’                                                                      |
| 13-6-2022                                                                | Copenaghen                                                               | Danimarca                                                                | 2 – 0                                                                    | Austria                                                                  | UEFA Nations League 2022-2023 - 1º turno                                 | -                                                                        |                                                                          |
| Totale                                                                   |                                                                          | Presenze                                                                 | 22                                                                       |                                                                          | Reti                                                                     | 1                                                                        |                                                                          |

## Palmarès

### Club
- Campionato olandese: 4

Ajax: 2010-2011, 2011-2012, 2012-2013, 2013-2014
- Supercoppa dei Paesi Bassi: 1

Ajax: 2013
- Campionato danese: 5

Copenaghen: 2016-2017, 2018-2019, 2021-2022, 2022-2023, 2024-2025
- Coppa di Danimarca: 3

Copenaghen: 2016-2017, 2022-2023, 2024-2025

### Individuale
- Inserito nella selezione UEFA dell'Europeo Under-21: 1

Danimarca 2011